# کالوینیسم
کالون‌گرایی یا کالونیسم (به انگلیسی: Calvinism)، که سنت اصلاح‌شده (به انگلیسی: Reformed tradition)، پروتستانتیسم اصلاح‌شده (به انگلیسی: Reformed Protestantism) یا مسیحیت اصلاح‌شده (به انگلیسی: Reformed Protestantism) نیز نامیده می‌شود یکی از شاخه‌های اصلی پروتستانتیسم است که از سنت الهیات و اشکال عمل مسیحی که توسط ژان کالوین (۱۵۶۴–۱۵۰۹)، الیهیدان و اصلاح‌طلب پروتستان فرانسوی و دیگر متکلمان دوران اصلاحات بیان شده‌است، پیروی می‌کند.

## ریشه‌شناسی واژه
کالوینیسم به نام ژان کالوین نامگذاری شده‌است و نخستین بار توسط یک الهیدان لوتری در سال ۱۵۵۲ استفاده شد. حتی اگر یک رویه معمول کلیسای کاتولیک روم این بود که آنچه را بدعت می‌دانست به نام بنیانگذار آن نامگذاری می‌کرد، این اصطلاح در محافل لوتری سرچشمه گرفت. کالوین خود این نامگذاری را محکوم کرد:

آنها نمی‌توانند به ما توهینی بزرگتر از این واژه، کالونیسم، وارد کنند. سخت نیست حدس بزنم که چنین نفرت مرگباری از کجا می‌آید که آنها از من دارند. ۱۵۶۵
—John Calvin, Leçons ou commentaires et expositions sur les révélations du prophète Jeremie, 1565

## باورها
- عدم مقاومت در برابر زمامداران سیاسی.
- عدم آزادی‌خواهی و مشروطه‌طلبی.
- اطاعت مطلق از دولت.
- اعتقاد به تقدیرگرایی.
- همهٔ افراد می‌توانند بخشش گناه را انجام دهند.

## سیاسی
هر جا که کالونیسم اجازهٔ رشد و نمو داشت، یک حکومت تئوکراسی داد که نوعی الیگارشی بود که در نتیجه اتحاد کشیشان با طبقه متوسط اعلا یا محترمان به‌وجود آمده و توده مردم در آن نقشی نداشتند. حکومت خود کالون و پیوریتن‌ها در ماساچوست آمریکا به نوعی از متفرعات کالونیسم بود.